# Küstrin-Kietz (stacja kolejowa)
Küstrin-Kietz – stacja kolejowa w gminie Küstriner Vorland, w Brandenburgii, w Niemczech.
| Küstrin-Kietz   |
| Linia           |
| Granica państwa |